# هنري نيوتن
هنري نيوتن (بالإنجليزية: Henry Newton)‏ (18 فبراير 1944 بنوتنغهام في المملكة المتحدة - ) هو لاعب كرة قدم بريطاني في مركز الوسط. شارك مع منتخب إنجلترا تحت 21 سنة لكرة القدم. أما مع النوادي، فقد لعب مع ديربي كاونتي ونادي إيفرتون ونادي والسول ونوتينغهام فورست.

## وصلات خارجية
- هنري نيوتن على موقع قاعدة بيانات كرة القدم.إي يو (الإنجليزية)